# All-New X-Factor
La Nuovissima X-Factor  (All-New X-Factor in originale) fu una serie a fumetti pubblicata da Marvel Comics, che debuttò nel Gennaio 2014 negli Stati Uniti e nel Dicembre dello stesso anno in Italia come parte dell'evento All-New Marvel NOW! come rilancio della serie X-Factor. La serie è scritta da Peter David e disegnata da Carmine Di Giandomenico.

## Storia editoriale
Concentrandosi su una nuova incarnazione del team supereroistico X-Factor, la serie è scritta da Peter David ed è un seguito della precedente, X-Factor vol. 3, dove la squadra faceva parte di una compagnia di investigazione privata. La nuova storyline, che continua gli eventi narrati nel numero #260 della serie precedente, vede il ritorno alla versione di squadra sponsorizzata, che era il concept iniziale quando la prima versione di X-Factor debuttò nel 1986. Il team comprende sei membri: Polaris, Quicksilver, Gambit, Danger, Warlock e Cypher. All New X-Factor venne cancellata dopo 20 numeri a causa delle basse vendite.

## Accoglienza
- La caratterizzazione del personaggio di Quicksilver da parte dell'autore ha fatto vincere al personaggio un premio da Ain't Cool News. Matt Adler dell'AICN ha dichiarato che David scrive il personaggio al meglio e che "l'arrogante, impaziente velocista" rese la serie degna di essere seguita.[5]